# De cohibenda ira
Il De cohibenda ira (Περὶ ἀοργησίας) è un dialogo morale compreso nei Moralia di Plutarco.

## Struttura
Protagonisti dell’opuscolo sono due amici e discepoli di Plutarco, Silla e Fundano, che è invitato da Silla a esporre la terapia adottata per liberarsi con successo della sua irascibilità. 
Si inizia con la descrizione della passione e se ne evidenzia la nocività; si passa poi a una serie di esercizi utili a far insorgere una salutare abitudine di contrasto all'ira, allenando la ragione, a partire dalle situazioni meno gravi, a prevenirne gli effetti controllandone gli impulsi, fino ad arrivare a un pieno controllo. 